# Felix a Adéla
Felix a Adéla (v německém originále Felix und Adele) je romantická opera o třech dějstvích českého skladatele Vojtěcha Jírovce na libreto Johanny Franulové von Weißenthurn. Premiéru opery uvedlo 10. srpna 1831 vídeňské Divadlo u Korutanské brány (Theater am Kärntnertor).

## Vznik, charakteristika a historie
Skladatel Vojtěch Jírovec napsal během doby, kdy působil jako kapelník císařské a královské dvorní opery ve Vídni (1804–1831), napsal pro toto divadlo řadu celovečerních i menších oper a baletů. Poslední z nich byla romantická opera Felix a Adéla, kterou se s Divadlem u Korutanské brány rozloučil a odešel na odpočinek.
Libreto k této opeře Jírovcovi napsala „ze zvláštního přátelství k onomu ctihodnému muži“ Johanna Franul von Weißenthurn (1773–1847), dlouhodobá (od roku 1789) a oblíbená herečka dvorního divadla a současně dramatička, autorka velké řady činoher vážného i komického ražení. Mezi nejslavnější z nich patřilo drama Der Wald bei Hermannstadt – předloha pro operu Elisena, kněžna volharská Jana Josefa Röslera.

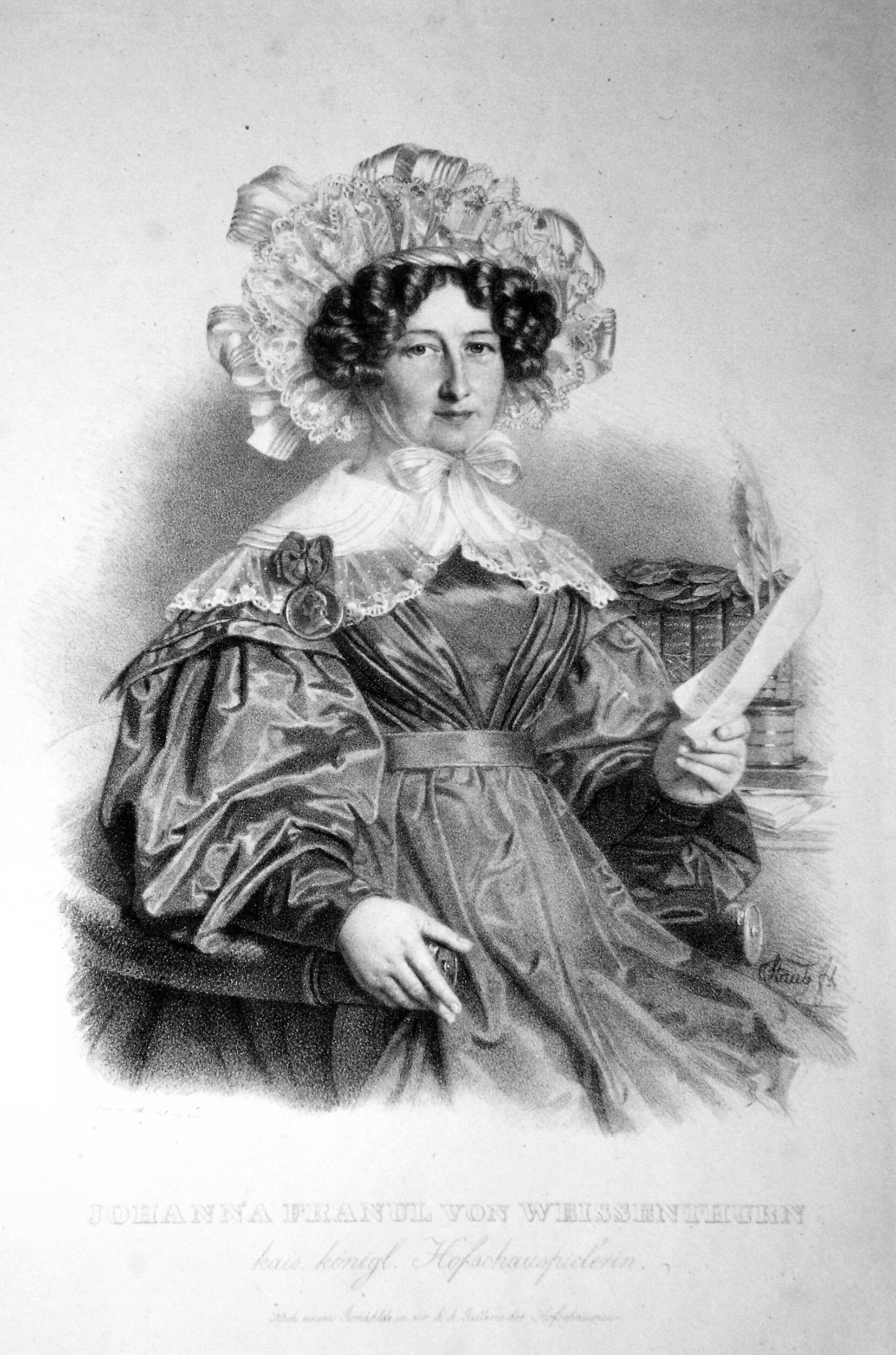
Libretistka Felixe a Adély Johanna Franulová von Weißenthurn. Litografie Andrease Stauba z doby kolem roku 1835

Recenze díla v tisku vzpomínaly především zásluh Vojtěcha Jírovce, „zasloužilého veterána hudby“, a tváří v tvář módní vlně italského belcanta hrál na vlasteneckou notu: opera Jírovce a Franulové – obě jména patřící mezi „úctyhodné firmy“ – byla „dvojnásob zajímavá jakožto plod umění naší vlasti v poezii i hudbě“. Typická byla například zpráva časopisu Der Wanderer: „Nová opera pana Jírovce Felix a Adele se těšila mimořádně dobrému přijetí. Mistr, který tímto dílem zakončuje svou kapelnickou dráhu, byl při svém vstupu do orchestřiště, kde zažil tak četné úspěchy, co nejradostněji vítán; hudební kusy, vskutku pěknou předehrou počínaje, sklízely ve všech číslech potlesku, leč on sám byl vyvoláván po všech třech aktech, při posledním nejprve s celým operním souborem, pak ještě jednou sám. Dva hudební kusy, árie pana Bindera a lovecký sbor, musely být opakovány. Ctihodný skladatel byl výtečně podporován jak libretem paní von Weissenthurmové, tak výkony účinkujících i orchestru, kteří tentokrát zdvojnásobili své úsilí, aby vysoce zasloužilému kapelníkovi dopřáli nezkalený triumf.“

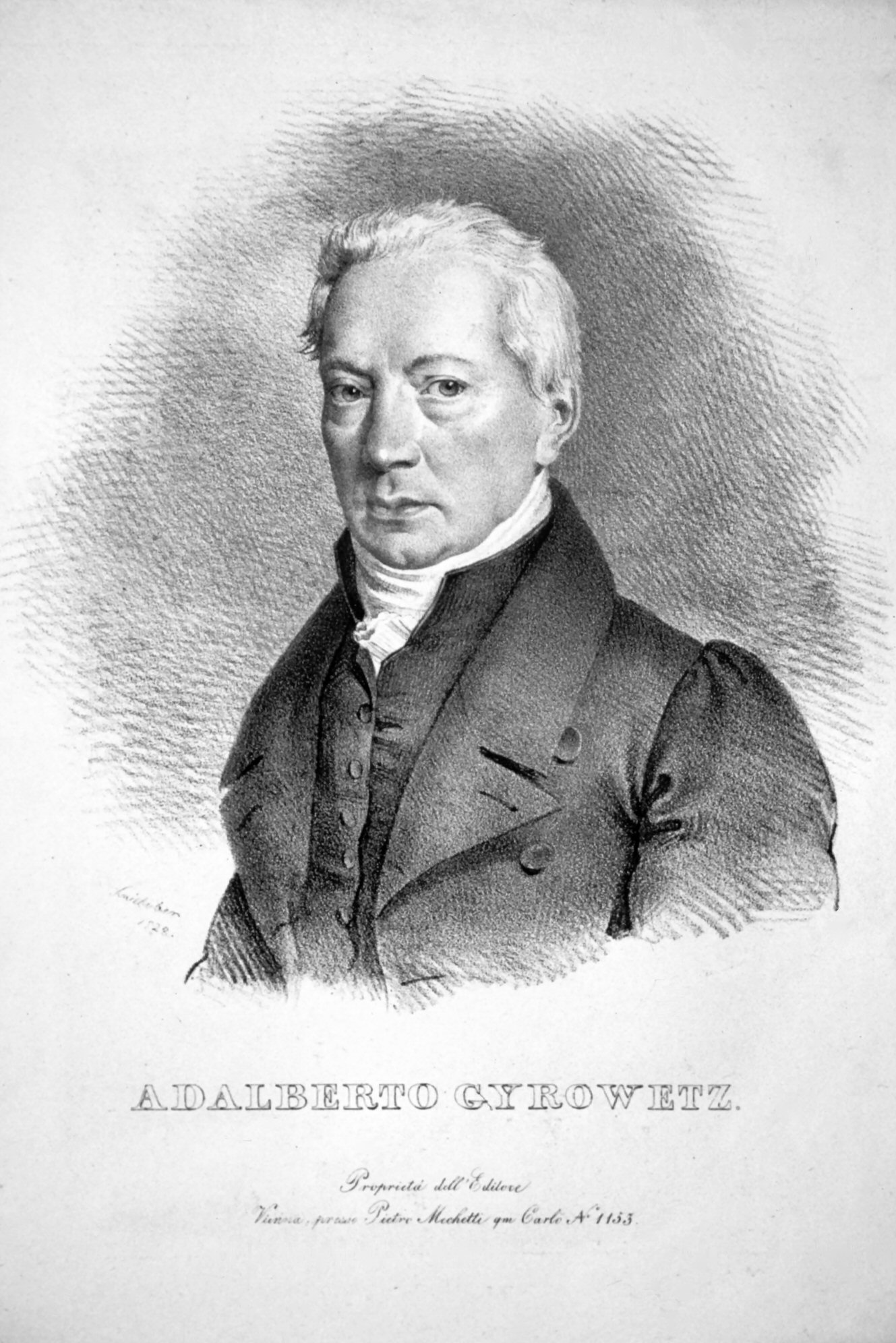
Skladatel Vojtěch Jírovec. Litografie Josefa Kriehubera z roku 1828

I jiný tisk se shodoval na chvále libreta, například podle Allgemeine musikalische Zeitung „patří k sentimentálnímu žánru a nabízí mnoho dramaticko-hudebních situací“. Časopis Wiener Zeitschrift psal: „Tato látka nabízí skladateli dobré příležitosti k rozvití svého umění a jen ve zpracování jí nelze nevytknout určité délky. Celkově zasluhuje toto dílo veškeré uznání, zejména když s ním srovnáme libreta italských oper. Zde nalézáme skutečný spád, vpřed kráčející děj, účinné situace dobře přivozené, inu to, co Němec od dramatického díla očekává.“ Při chvále Jírovcovy hudby noviny většinou neopomenuly zdůraznit jeho věk (Allgemeiner Musikalischer Anzeiger: „Jírovec prokázal, že – byť již v pokročilých letech – má stále svěží, mladistvou, květnatou nápaditost, jeho hudební skladby jsou plné života a melodie a přitom se nevyhýbají charakterizaci.“). Wiener Zeitschrift kladl Felixe a Adélu na roveň nejzdařilejších děl z Jírovcova mládí a konzervatismus jeho hudby kladl soudobým skladatelům za vzor: „[Melodičnost Jírovcovy hudby] zasluhuje zvláštní pozornosti, neboť jsme se po různých scestích, na která zbloudilo umění naší doby, dostali až tam, kde i nadaní skladatelé ve snaze vyhnout se italskému švitoření moderní hudby podlehli právě protichůdnému principu a v bizarních, formách, které mají být originální a hluboké, melodii téměř záměrně zanedbali. Pak Jírovec zde zářně ukázal, jak se hloubka a pravdivost hudebního výrazu dá spojit s nejvyšším melodickým půvabem…“ Friedrich August Kanne v Allgemeine Theaterzeitung und Originalblatt mínil, že „Jírovec napsal hudbu bohatou na melodie, která se příznivě vyznačuje milými, příjemnými a srozumitelnými myšlenkami a vkusnou instrumentací, v kterémžto duchu jsou psány všechny skladby tohoto Mistra.“ Všechny listy si všimly, že Jírovec byl už při příchodu hlučně vítán a několikrát vyvoláván, dokonce i po závěrečné generální děkovačce, což nebylo zvykem (Jírovec sám ve svých pamětech vypočítával, že byl vyvolán desetkát během představení a čtyřikrát po něm). Všechna hudební čísla také sklidila potlesk a dvě musela být opakována.
I když tedy recenze byly vesměs plné uznání zasloužilému skladateli, oblíbenému po umělecké i lidské stránce, zmínky o méně početném (byť nadšeném) obecenstvu již na premiéře naznačovaly, že toto dílo již diváky nelákalo, přičemž nepříhodná byla však již samotná letní sezóna, ve které byla tato opera uvedena, a především právě probíhající epidemie cholery. Po dvou týdnech od premiéry, po čtvrtém představení dne 28. srpna 1831, byla opera Felix a Adéla navždy stažena z repertoáru. Nebylo vytištěno ani její libreto. Neuvedlo ji ani žádné jiné divadlo; Allgemeine Theaterzeitung und Originalblatt sice 10. února 1834 oznamoval, že se v příštích týdnech očekává její premiéra v Národním divadle v Praze, ale nedošlo k ní.

## Osoby a první obsazení
| osoba                                                                                                  | hlasový obor | premiéra (10. srpna 1831)      |
| --- | ------------ | ------------------------------ |
| Hrabě Selmar                                                                                           | baryton      | Karl Oberhoffer                |
| Mladý hrabě Bellmonte                                                                                  | tenor        | Sebastian Binder               |
| Robert, rybář                                                                                          | bas          | August Fischer                 |
| Marta (Martha), jeho žena                                                                              | soprán       | Anna („Nanette“) Bondra        |
| Adéla (Adele), jejich schovanka                                                                        | soprán       | Caroline Fischer (roz. Achten) |
| Felix, mladý rybář                                                                                     | tenor        | Ludwig Cramolini               |
| Kastelán hraběte Bellmonta                                                                             | bas          | Walther                        |
| Mathilde, komorná                                                                                      | mezzosoprán  | Rosenberg                      |
| Cuno, loupežník                                                                                        | bas          | Joseph Gottdank                |
| Martin, loupežník                                                                                      | bas          | Joseph Seipelt                 |
| Rybáři a rybářky, námořníci, Bellmontova lovecká družina, Selmarovo služebnictvo, družičky, svatebčané |              |                                |
| Dirigent: Vojtěch Jírovec                                                                              |              |                                |

## Děj opery
Ouverture

### 1. dějství
(Pobřežní krajina s rybářskou chalupou, vychází slunce)

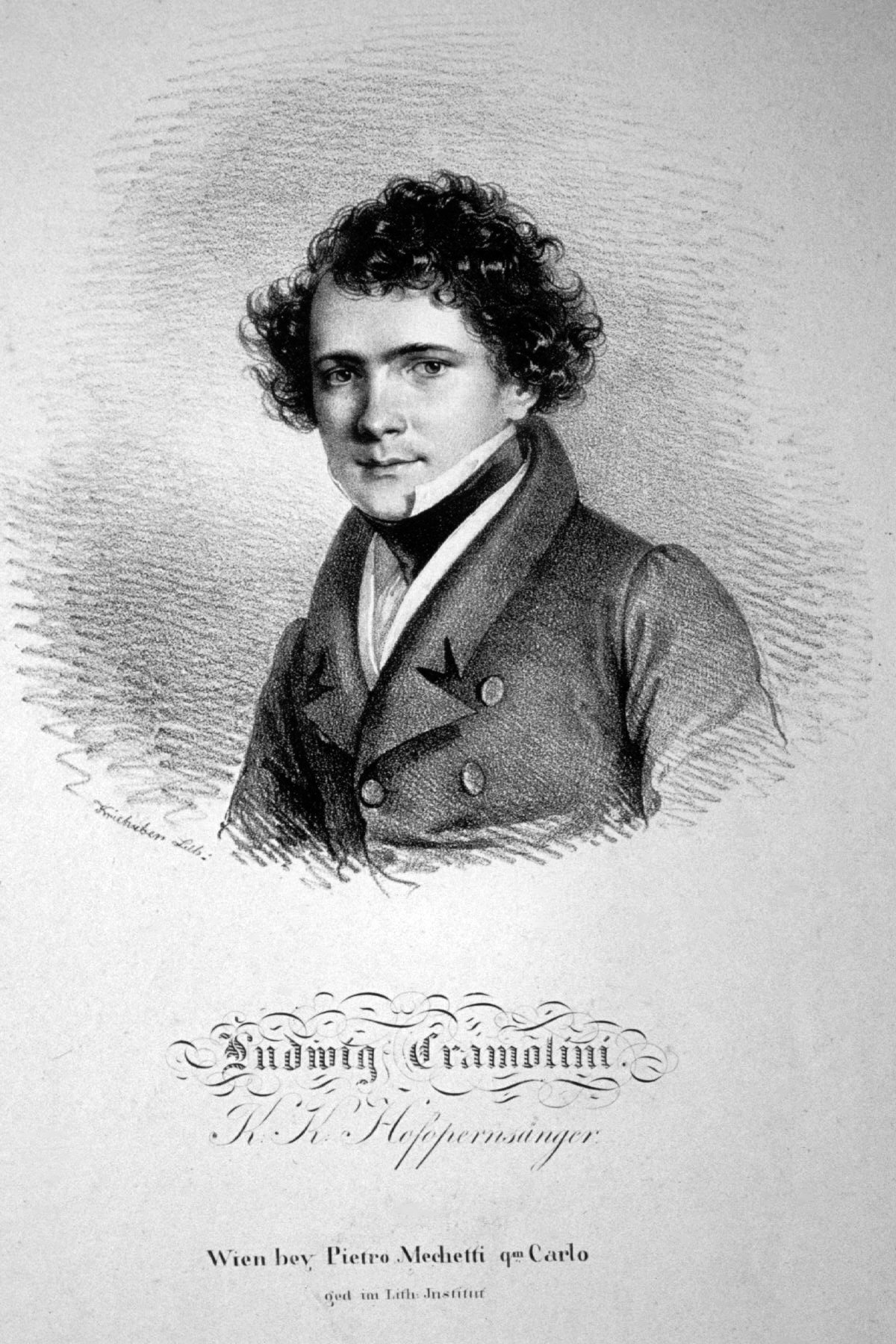
Tenorista Ludwig Cramolini, představitel Felixe při premiéře Felixe a Adély. Litografie Josefa Kriehubera z doby kolem roku 1826

Adéla, schovanka rybáře Roberta a jeho ženy Marty, vítá s radostí krásný nový den, kdy se má provdat za svého milého, mladého rybáře Felixe. Zaslechne ho zdálky a běží mu vstříc, aby mu opět odpřisáhla věrnost. Oba se radostně vítají v dnešní slavnostní den a prosí Boha o požehnání do společného života. Přicházejí Robert a Marta a mladý pár si od nich vyprosí požehnání v očekávání manželského štěstí. (č. 1. introdukce – východ slunce, píseň Adély O wie schön, o wie schön der Tag píseň Felixe Tauche, tauche in das Meer a jejich duet Du bist da, kvartet Felixe, Adély, Roberta a Marty Nur durch Gottes Segen). Adéla se loučí s matkou, která pláče nad nevyhnutelnou ztrátou milované dcery (č. 2 duet Mutter, kannst du mich vergessen). I Robert se loučí s mladým párem a přál by si, aby se za rok vrátili s děťátkem. Z dálky již zaznívá svatební muzika a Adéla se spěchá ustrojit, aby si ji Felix mohl odvést k oltáři a vzápětí k tanci (č. 3 kvartet Ihr schwimmt herauf auf leichtem Kahn).
Felix měl sen, jak po klidném moři plul ke břehům, kde čekala jeho milá, ale vypukla bouře a hnala ho na útesy, až se probudil zbrocen potem. Nechce však snu přikládat velký význam a těší se na svatbu. (č. 4 árie Ich schaukelte auf Wogen). Rybáři ze vsi vesele přinášejí své příspěvky k svatebnímu pohoštění a Robert s Felixem je vítají; zakrátko vycházejí i Marta s Adélou v úboru nevěsty (č. 5 sbor Aus des Meeres Tiefe a duet Felixe a Roberta Seyd wilkommen, liebe Gäste). Hosté se dobromyslně smějí rodičům a ti celou společnost posílají do kostela ve svatebním průvodu (č. 5 ½ sbor Ha, ha, ha, ha, der Robert schauta svatební pochod).
Po jejich odchodu se objeví hrabě Selmar, Adélin skutečný otec. Volá Martu a hledá svou dceru, kterou zde před lety zanechal. Marta není potěšena a má strach. Robert hraběti sděluje, že jeho Adéla žije, ale on a Marta si nárokují být považováni za její rodiče. Hrabě se s poděšením dozvídá, že Adéla se právě provdala, a Marta a Robert ho nutí do svatebního tance. Adéla a Felix se vracejí oddáni. Hrabě vypráví o tom, jak kdysi Adélina matka zemřela a on sám se musel uchýlit do vyhnanství, teď však spěchal zpět, aby nalezl ztracenou vlast a dceru. Nyní se dává poznat jako hrabě a láteří, že mu byla upřena otcovská práva; dožaduje se nyní od Adély povinné lásky k otci. Adéla je zděšena, má tohoto muže za blázna a hledá ochranu u svého novomanžela. Marně se hrabě dožaduje své dcery, pěstouni mu ji odmítají vydat a Felix a Adéla se dovolávají práv, která jim přineslo manželství. Když hrabě vidí, že dobrovolně nic nepořídí, povolá ze své lodi námořníky, kteří se zmocní vzpouzející se Adély a odnesou ji na loď. Pěstouni naříkají a Felix přísahá pomstu (č. 6 finále – scéna Adele lebt, die Brust sich hebt … Tanzt, tanzt und springt, árie hraběte Höret es! In Wetternacht, sbor námořníků Weicht zurücke).

### 2. dějství
(Síň na hradě hraběte Selmara)

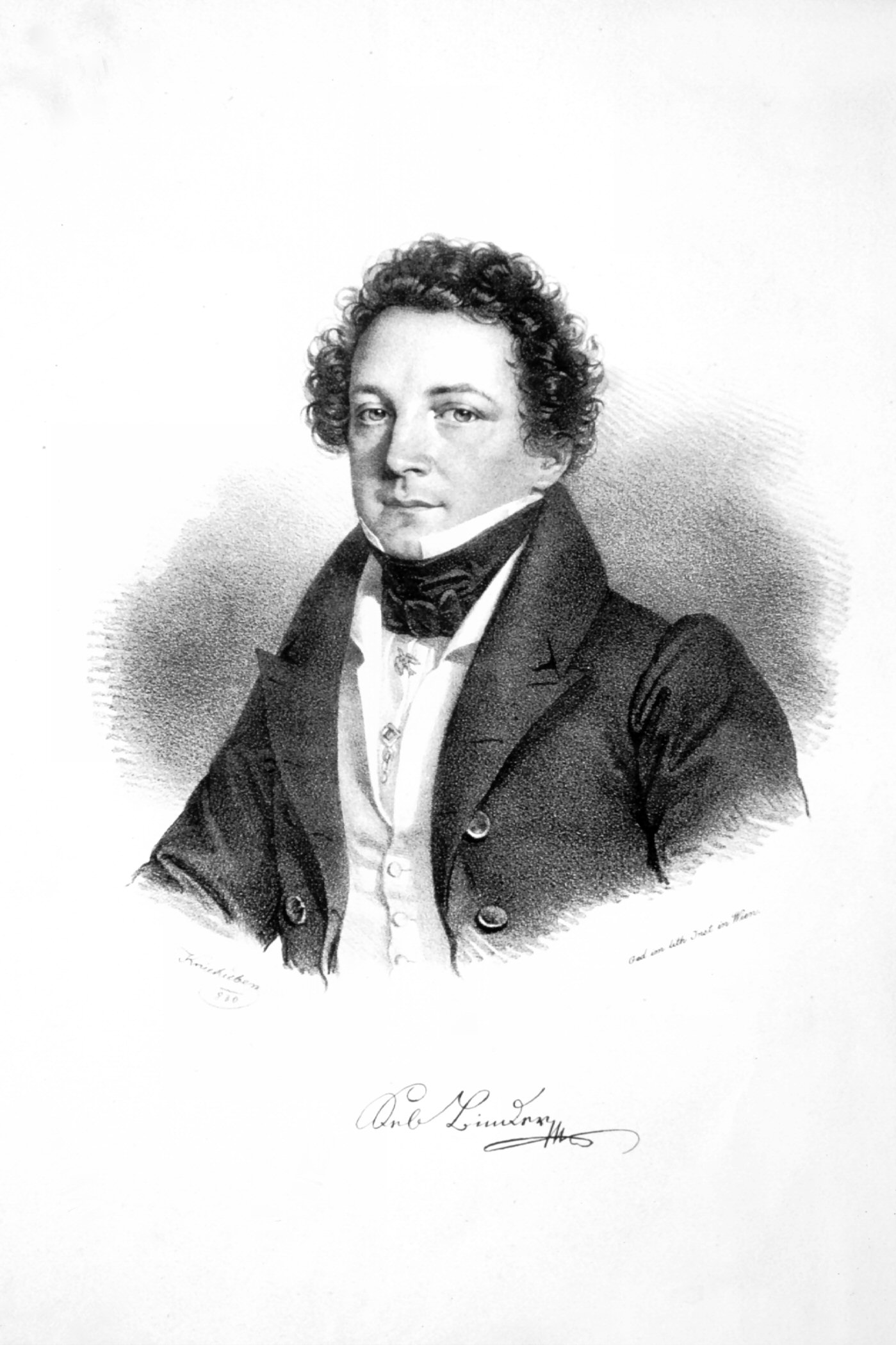
Tenorista Sebastian Binder, představitel hraběte Bellmonta při premiéře Felixe a Adély. Litografie Josefa Kriehubera z roku 1830

Hraběcímu kastelánovi vrtá hlavou, kde byl a kudy bloudil hrabě celých patnáct let, a nemůže zamhouřit oka, dokud nebude vědět všechno (mezihra a č. 1 árie kastelána Wo war er fünfzehn Jahre?). Hrabě Adéle vypráví, jak trpěl pomyšlením, že je bezdětek, a snaží se apelovat na její poslušnost k otci, aby se podvolila (č. 2 recitativ a árie hraběte So nah am Ziel … Ich hoffte, hoffte Vaterfreuden). 
Kastelán ohlašuje hraběti příchod vznešených hostí. Hrabě mezi nimi vidí Bellmonta, kterému vděčí za svůj život a kterého vyhlédnul za Adélina ženicha, a běží ho uvítat. Bellmont naopak vítá hraběte zpět ve vlasti. Oba přátelé se objímají a hrabě potěšenému Bellmontovi slibuje, že ho v za pár hodin ožení s Adélou. Společnost vítá hraběte a blahopřeje Bellmontovi k nastávající svatbě. Pochod ohlašuje uvedení Adély (č. 3 scéna kastelána, hraběte, Bellmonta a sboru Darf ich unterthänigst fragen? … Welch Entzücken zu beglücken … In der Heimath bin ich wieder). Bellmont je překvapen, že Adéla je bledá a její obličej odráží bolest, ale hrabě ho ujišťuje, že právě manželství s ním jí přinese štěstí (č. 4 duet hraběte a Bellmonta Wie verlegen, wie befangen). Bellmonte je přesto ohromen Adélinou krásou a slibuje jí v manželství zahrnout vším, co bude chtít (č. 5 árie Bellmonta Der Schönheit Reich). Ze samé radosti – a aby ponechal nevěstě trochu času – svolává svou družinu a vydává se na lov (č. 6 árie Bellmonta se sborem Waffen her!).
(Adélina komnata)
Komorná Mathilde přichází vystrojit Adélu ke sňatku, ale ta je rozrušená a truchlí nad ztracenou láskou. Mathilde s ní soucítí, ale přesvědčuje ji, že musí uposlechnout otcova příkazu. Společně poslouchají vytrubování pastýřů. Adélu náhle vzruší vzpomínka na moře, za kterým se nachází její milý, a chce ven, ale Mathilde jí v tom zabrání a Adéla klesá v malomyslných myšlenkách na smrt. Přibíhá hrabě a zlobí se, že Adéla dosud není vystrojena. Adéla ho naposledy prosí, aby od úmyslu upustil, ale hrabě nemůže zrušit dané slovo. Adéla se tedy podvoluje a obléká si svatební šat, avšak přitom omdlí. Hrabě a Mathilde svolávají pomoc a služebnictvo Adélu odnáší špitajíc si, že se pomátla (č. 7 scéna Ruhig ists…  Das Meer, hinüber schwebt mein Geist a tercet hraběte, Adély a Mathildy Wie? Du noch im Bauernkleide).
(Skalnaté mořské pobřeží, hromy a blesky)
Felix se blíží ke břehu na kocábce a bojuje s rozbouřenými živly. Vlny ho strhnou z loďky, ale Felix se zachrání na stromě. V lese se plíží dva loupežníci (č. 8 finále – instrumentální úvod). Felix se zachránil na stromě, ale je vyčerpán na nehostinném pustém místě a již již očekává smrt. Přiblíží se loupežníci Kuno a Martin a slyší lovecké signály. Na místo zabloudí Bellmonte; loupežníci se na něj vrhnou, odzbrojí jej a oloupí a navíc ho chtějí unést pro výkupné. Jenže Felix se nepozorovaně zmocní Bellmontova loveckého rohu a zaduje na něj, čím přivolá Bellmontovu družinu a přiměje loupežníky k útěku. Bellmonte zachránci děkuje a chce se mu odvděčit, avšak v tu chvíli Martin střelí ze skály po Felixovi, který padne. Bellmontovi lovci dorazí a pán jim vysvětluje situaci a posílá je vypátrat a zabít loupežníky. Felix naštěstí není zabit, procitá ze mdlob a horečnatě se ptá po své choti Adéle. Bellmonte je překvapen možností, že jeho nevěsta je již vdána, ale zavazuje své družiníky, aby o Felixových slovech pomlčeli, a nechává Felixe odnést na nosítkách na hrad hraběte Selmara (č. 9 finále – zpěv Felixe Gerettet bin ich, scéna Jagdgetöse … Dein Hülferuf drang an mein Ohr … Wir durchsuchen jede Höhle… Er lebt!).

### 3. dějství
(Síň na hradě hraběte Selmara)

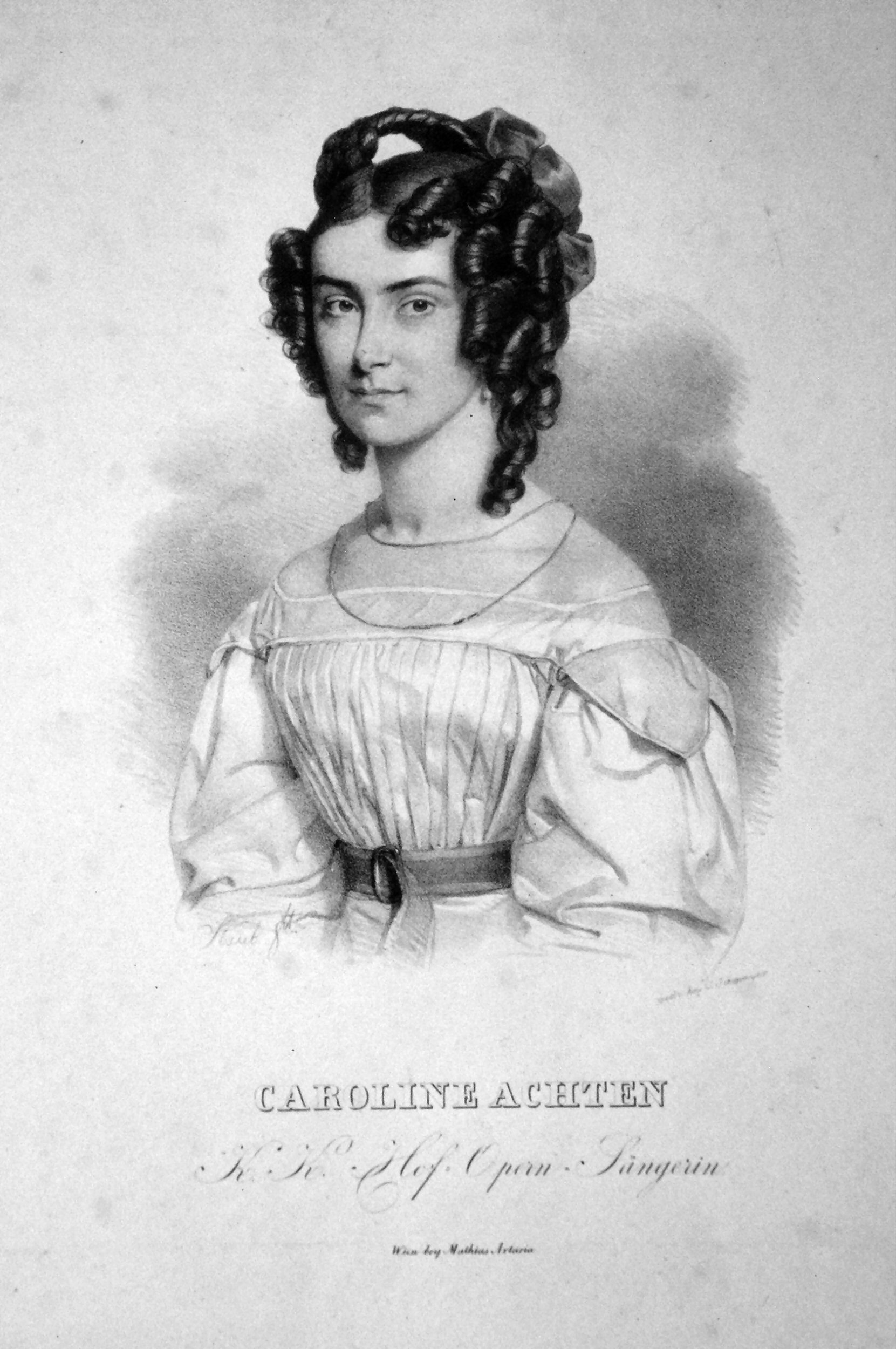
Sopranistka Karoline Fischerová (roz. Achtenová), představitelka Adély při premiéře Felixe a Adély. Litografie z doby kolem roku 1830

Kastelán přivádí Roberta a Martu před hraběte. Ten se na ně hněvá, že ho pronásledovali až sem, a podezřívá je, že se na něm chtějí přiživovat. Avšak rybáři přinesli jen Adéle věno, které pro ni našetřili, a chtějí ji naposledy vidět. Hrabě se stydí za své podezření, ale přesto jim setkání odpírá (entré a č. 1 kvartet Marty, Roberta, kastelána a hraběte Tretet ein, doch nicht verwegen). Robert a Marta hraběti prozradí, že Felix je mrtev, neboť zahynul na moři; jeho kocábka byla nalezena prázdná. K pohoršení obou rybářů se hrabě nad tou novinou nepokrytě raduje, protože sňatku Adély s Bellmontem již nic nestojí v cestě. Hrabě jim přislibuje setkání s Adélou, avšak prozatím jim přikazuje, aby se neukazovali, a kastelán je opět odvádí (č. 2 kvartet Marty, Roberta, kastelána a hraběte Das Meer? O redet, gute Leute! … So viel Freude folgt dem Leid).
Lovecká píseň ohlašuje návrat Bellmontovy družiny. Hrabě vítá Bellmontův návrat a ten ho hned žádá o setkání s Adélou (č. 3 sbor lovců zdálky Die Jagd ist aus a scéna hraběte a Bellmonta Sohn, wo weilest du?). Adéla je předvedena a Bellmonte se jí dvoří; ta jeho ruku přijímá, ale lásku mu slíbit nemůže. Bellmonte z její reakce chápe, že miluje Felixe, a rozhoduje se mu ustoupit. Družičky zpívají svatební píseň a hrabě se raduje, přičemž umlčuje Adéliny poslední protesty. Bellmonte po straně připravuje poslední zkoušku pro Adélinu lásku (č. 4 tercet Adély, Bellmonta a hraběte Welches Zittern, welches Zagen, sbor dívek Hymen lauschet).
(Kaple na Selmarově hradě)
Kastelán oproti příkazu přivádí Adéliny pěstouny na místo, kde se má konat sňatek, ale musí se ukrýt mezi hosty. Svatebčané zdraví snoubence. Adéla je sice polomrtvá, a hosté – včetně Roberta a Marty – to se zděšením komentují, ale hrabě trvá na uskutečnění sňatku s Bellmontem i tehdy, když Bellmonte sám si nechce Adélu vázat bez lásky. Adéla vytahuje poslední argument a veřejně prohlašuje, že již je vdána. Hrabě se rozezlí, že ho dcera takto znectila, a vmete jí v tvář zprávu, že Felix je mrtev; její pěstouni vystoupí z davu a potvrdí to. Adéla v zoufalství odhazuje svatební věnec a s přáním smrti omdlévá. To je Bellmontovi konečně dostatečným důkazem a odbíhá, aby přivedl zotavujícího se Felixe. Adéla se pohotově vzpamatuje a padne si s Felixem v objetí, zatímco hrabě zuří nad svou pohanou a prohlašuje, že neurozeného Felixe nikdy za syna neuzná. Když však Bellmonte prohlásí, že Felixovi za záchranu svého života předá polovici svého jmění, hrabě okamžitě otočí a mladému páru požehná. Ti děkují Bellmontovi za záchranu a všichni přejí Felixovi a Adéle mnoho štěstí (č. 5 finále – scéna Marty, Roberta a kastelána Verbergen müßt ihr euch, sbor Glück, Glück und Heil!, scéna Willkommen Freunde mir, duet Felixe a Adély Uns vereinigt Priester Segen, sbor Eilt zum Feste).